# 家の鍵
『家の鍵』（Le chiavi di casa、英: The Keys to the House）は、2004年のイタリア映画。ジャンニ・アメリオ監督。
第61回ヴェネツィア国際映画祭で三部門を受賞。
原作はジュゼッペ・ポンティッジャの半自伝的小説「明日、生まれ変わる」。
劇中でニコールが読んでいる本は原作である。

## ストーリー
新婚のジャンニには、15年前に恋人との間に出来た息子のパオロがいたが出産時にその恋人を失ったショックから彼を手放した。その後「実の父親と会うことでパオロの障害に良い結果をもたらす」との医師の言葉でジャンニは、15年を経てミュンヘンの駅で初めて息子と出会うことになる。ベルリンのリハビリ施設にパオロを送り届けることになったジャンニだったが、長年の空白により息子との接し方に戸惑ってしまう。
ベルリンにたどり着いたジャンニとパオロは数日間ホテルに滞在してリハビリ施設に通うことになり、そこで障害のある娘を持つ女性・ニコールと知り合う。パオロが検査を受ける間ジャンニはニコールと2人で、障害のある子どもを持つ親として会話をするが、息子への接し方の不安を見抜かれてしまう。
翌日、ジャンニはパオロの歩行のリハビリを見学するが医療スタッフのやり方が厳しく感じて、彼は途中にもかかわらずつい息子を休ませてしまう。その後スタッフからその話を聞いたニコールはジャンニに会うと、「問題はパオロに障害があるかではなくあなたの接し方にあると思う」と告げる。
翌日、パオロと車椅子バスケの試合観戦に訪れたジャンニは、彼を会場に残して施設内の廊下に行くとニコール母子と出くわし会話する。しかしその時パオロが勝手に会場を抜け出して1人で路面電車に乗り込んでしまう。

## キャスト
ジャンニ
演 - キム・ロッシ・スチュアート
ミラノ在住。パオロの付き添いでドイツの病院に訪れるがドイツ語は話せない。家電メーカーの会社員として働きながら、少し年上の妻と8ヶ月になる息子と暮らしている。障害を持つパオロと初対面してそのまま病院に付き添ったため、息子の障害そのものや介助で失敗しないかなど不安に思っている。基本的に優しい性格で少々自己中心的なパオロにも根気よく付き合おうとする。
パオロ
演 - アンドレア・ロッシ
15歳。左手は、常に肘を曲げた状態で硬直したようになっている。右脚が麻痺しており、歩行時には杖を使用している。自分の意見を押し通そうとしたり場の空気を読まない行動をしたり、ジャンニの制止を聞かずに少々暴走してしまうことがある。趣味は、携帯ゲーム機で遊ぶことと、サッカーやバスケットボールなどのスポーツ観戦。
ニコール
演 - シャーロット・ランプリング
リオ在住。障害のある娘を持つ50代ぐらいの母親。ドイツ語が堪能。パオロと同じ病棟で入院する娘に付き添っている。障害を持つ親として同じような大人の人間観察力、分析力に優れている。過去にイタリアに留学していたことがある。
ナディン
演 - アッラ・ファエロヴィック
ニコールの娘。年齢は20歳を過ぎている。言語障害があり半年ごとに数日間ドイツの病院に入院しながらリハビリ生活を送る。趣味は絵を描くこと。
アルベルト
演 - ピエルフランチェスコ・ファヴィーノ
ジャンニの元義理の兄＜ジャンニの元妻が自身の妹(もしくは妻の妹)＞。甥のパオロの世話をしていた。「実の父親と会うことで良い結果をもたらす場合がある」との医師の助言を受けて、冒頭でジャンニにパオロを引き渡す。